# ばってん×ぶらぶら
ばってん×ぶらぶら（1979年5月26日 - ）は、日本のプロレスラー、お笑い芸人。 九州プロレス所属。博多銘菓「博多ぶらぶら」を製造販売している博多菓匠左衛門の公認キャラクターである。

## 来歴
- 福岡大学在学中に越境で九州産業大学のプロレス研究会（現在はプロレス研究部に昇格）で桂三枝郎として学生プロレスを始める。
- 大学卒業後に上京し、「ばってん多摩川」の芸名でお笑い芸人として活動する一方、西口プロレスと西口ドアにてプロレス活動を継続。
- 2013年、ガンバレ☆プロレスでガンバレ玉川というリングネームで活動していたが、ヒールに転向後、リングネームをバッドテンションTAMAGAWAに改名。
- 2014年1月、実家の農業を継ぐため福岡県筑紫野市の実家に帰郷。プロレス活動は続けるが九州での限定活動となる。4月5日、九州プロレスに入団しリングネームをばってんxぶらぶらに改名。
- 2023年3月1日開催の『ジュニア夢の祭典 〜ALL STAR Jr. FESTIVAL 2023〜』では第4試合6人タッグマッチに出場[1]。

## 得意技
- ばってんムーンサルト
- ばってんボンバー
- ご当地あるあるエルボー

## タイトル歴
- 博多華味鳥杯1DAYタッグトーナメント優勝（2015年:パートナーはめんたい☆キッド）
- 西口ドアヘビー級王座

## 芸風
星条旗柄の衣装でプロレスをするため、アメリカ芸やプロレスネタが多い。
- 「炭坑節」や「残酷な天使のテーゼ」に合わせて50州を歌う
- スクワット漫談
- パトリオット漫談
- 後楽園ホールの落書きネタ
- 保険ネタ（アビコジャパン）
- ばってん演歌
- ばってん音頭
- 渋谷系歌手ネタ

## メディア出演
- あらびき団（TBS）
- はなまるマーケット（TBS）
- サンデージャポン（TBS）
- めんたいワイド（福岡放送）
- チラチラパンチ（TVQ九州放送）
- グルマンズテーブル（フジテレビ）
- ピエール瀧のしょんないTV（静岡朝日テレビ）（2012年3月20日）
- Tタイム・ワールド〜渚のおかえりなさい〜（あっ!とおどろく放送局）
- AKIBA16エンタメTV（あっ!とおどろく放送局）
- AKIBA18エンタメTV（あっ!とおどろく放送局）
- あっ!とサタデーLIVE（あっ!とおどろく放送局）